# 菅沼完二
菅沼 完二（すがぬまかんじ、1909年5月20日 - 不明）は京都府福知山市出身、元日活太秦撮影所の映画監督で、元大映京都撮影所の編集技師。大映を代表する編集技師として知られているが、大映の初期にはプロデューサーを務め、日活太秦撮影所時代には『小鼓兄弟』で監督デビュー、以降も嵐寛寿郎主演時代劇など、戦前まで日活の監督を務めていた。
戦後、大映京都撮影所発足後の主な編集作品に、『釈迦』、『大魔神怒る』、勝新太郎主演『座頭市物語』に始まる、座頭市シリーズ、市川雷蔵主演『眠狂四郎勝負』以降の、眠狂四郎シリーズなどがある。

## 主な作品
- 特に記載が無い限りは編集
- 小鼓兄弟 (1935) (監督)
- 次郎吉ばやり (1935) (監督)
- 忍道血風録 (1937) (監督)
- 槍の権三 (1938) (監督)
- 巨猫伝 (1938) (監督)
- 一心太助 (1938) (監督)
- 剣光桜吹雪 (1941) (監督)
- 鞍馬天狗 薩摩の密使 (1941) (監督)
- 新やじきた道中記 (1952) (企画)
- 地獄太鼓 (1953) (企画)
- 怪談佐賀屋敷 (1953) (企画)
- 知らずの弥太郎 (1954) (脚本)
- 近松物語 (1954)
- 楊貴妃 (1955)
- 新・平家物語 (1955)
- 新・平家物語 義仲をめぐる三人の女 (1956)
- 町奉行日記　鉄火牡丹 (1959) (照明)
- 初春狸御殿 (1959)
- 歌麿をめぐる五人の女 (1959)
- お嬢吉三 (1959)
- 疵千両（1960年）
- 大菩薩峠 竜神の巻 (1960)
- 大江山酒天童子 (1960)
- 忠直卿行状記 (1960年)
- 濡れ髪牡丹 (1961)
- 釈迦 (1961)
- 悪名 (1961)
- ドドンパ酔虎伝 (1961)
- 続・新悪名 (1962)
- 青葉城の鬼 (1962)
- 斬る (1962)
- 座頭市物語 (1962)
- 裁かれる越前守 (1962)
- 剣に賭ける (1962)
- 新選組始末記 (1963)
- 妖僧 (1963)
- 座頭市喧嘩旅 (1963)
- 影を斬る (1963)
- 無宿者 (1964)
- 眠狂四郎勝負 (1964)
- 眠狂四郎円月斬り (1964)
- 座頭市血笑旅 (1964)
- 無法松の一生 (1965)
- 眠狂四郎炎情剣 (1965)
- 座頭市地獄旅 (1965)
- 剣鬼 (1965)
- 大魔神怒る (1966) (藤岡輝男との連名で編集[12])
- 新書・忍びの者 (1966)
- 座頭市の歌が聞える (1966)
- 悪名桜 (1966)
- 若親分を消せ (1967)
- 若親分千両肌 (1967)
- 座頭市牢破り (1967)
- 華岡青洲の妻 (1967)
- 古都憂愁 姉いもうと (1967)
- ひき裂かれた盛装 (1967)
- 妖怪百物語 (1968)
- 眠狂四郎人肌蜘蛛 (968)
- 兵隊やくざ強奪 (1968)
- 座頭市果し状 (1968)
- ひとり狼 (1968)
- 眠狂四郎悪女狩り (1969)
- 鬼の棲む館 (1969)
- 博徒一代 血祭り不動 (1969)
- 人斬り (1969)
- 悪名一番勝負 (1969)
- 怪談累が渕 (1970)
- ボクは五才 (1970)